# 岐阜県立羽島特別支援学校
岐阜県立羽島特別支援学校（ぎふけんりつ はしまとくべつしえんがっこう）は、岐阜県羽島市にある公立特別支援学校。
岐阜県が2006年（平成18年）3月に策定した「子どもかがやきプラン」に基づき整備された学校である。

## 学校概要
- 創立 2016年
- 学部
  - 小学部
  - 中学部
  - 高等部
- 対象：知的障害児、肢体不自由児、病弱児

## 沿革
- 2013年（平成25年） - 岐阜南部特別支援学校（仮）の設置が決まる。
- 2015年（平成27年）3月 - 公募により、校名が「羽島特別支援学校」に決まる。
- 2016年（平成28年）
  - 4月1日 - 開校。
  - 4月11日 - 開校式を行う[1]。

## アクセス
- 名鉄竹鼻線「不破一色駅」下車。徒歩15分。
- 羽島市コミュニティバス　東・はしまわる線「羽島特別支援学校東口」バス停下車。徒歩3分。